# Шостий апеляційний адміністративний суд

Юрисдикція суду

Шостий апеляційний адміністративний суд — апеляційний спеціалізований адміністративний суд, розміщений у місті Києві. Юрисдикція суду поширюється на Київську, Черкаську, Чернігівську області, а також місто Київ — до утворення Київського міського окружного адміністративного суду та Київського міського апеляційного адміністративного суду.
Суд утворений 18 червня 2018 року на виконання Указу Президента «Про ліквідацію апеляційних адміністративних судів та утворення апеляційних адміністративних судів в апеляційних округах» від 29 грудня 2017 року, згідно з яким мають бути ліквідовані апеляційні адміністративні суди та утворені нові суди в апеляційних округах.
Київський апеляційний адміністративний суд здійснював правосуддя до початку роботи нового суду, що відбулося 3 жовтня 2018 року.
Указ Президента про переведення суддів до нового суду прийнятий 28 вересня 2018 року.

## Місія і функції
Основним завданням Шостого апеляційного адміністративного суду є захист прав, свобод та інтересів фізичних осіб, прав та інтересів юридичних осіб у сфері публічно-правових відносин від порушень з боку органів державної влади, органів місцевого самоврядування, їхніх посадових і службових осіб, інших суб'єктів при здійсненні ними владних управлінських функцій.
Шостий ААС переглядає судові рішення місцевих адміністративних судів (місцевих загальних судів як адміністративних судів та окружних адміністративних судів), які знаходяться у межах його територіальної юрисдикції, в апеляційному порядку як суд апеляційної інстанції. Крім того, з огляду на вимоги статті 273 Кодексу адміністративного судочинства України до Шостого ААС оскаржуються усі рішення, дії або бездіяльність Центральної виборчої комісії, члена цієї комісії (крім рішень, дій або бездіяльності щодо встановлення нею результатів виборів чи всеукраїнського референдуму), прийняті у межах виборчого процесу.
До Шостого ААС також оскаржуються дії кандидатів на пост Президента України та їх довірених осіб.
Якщо справа щодо однієї з вимог підсудна Шостому ААС, а щодо іншої вимоги (вимог) — іншому адміністративному суду, таку справу розглядає саме Шостий апеляційний адміністративний суд.
Судом апеляційної інстанції у справах, розглянутих відповідно до частини третьої статті 273, частини сьомої статті 277 КАС України Шостим апеляційним адміністративним судом, є Верховний Суд.

## Структура
Структура суду передбачає посади голови суду, його заступників, суддів, керівника апарату, його заступників, помічників суддів, секретарів судових засідань, інші структурні підрозділи.
Спеціалізація суддів не встановлена.

## Керівництво
Голова суду — Кузьмишина Олена Миколаївна
 Заступник голови суду — Аліменко Володимир Олександрович
 Заступник голови суду — Ключкович Василь Юрійович
 Керівник апарату суду — Казарян Мане Едіківна